# آرثر ر. هال
آرثر ر. هال (بالإنجليزية: Arthur R. Hall)‏ هو مدير فني أمريكي، ولد في 4 يونيو 1869 في تونيكا في الولايات المتحدة، وتوفي في 4 ديسمبر 1955 في East Lynn, Illinois ‏ في الولايات المتحدة.